# Castle Donington
Castle Donington är en by och civil parish med cirka 7 000 invånare i norra Leicestershire, nära bland annat Derby, Nottingham och East Midlands Airport. I byn finns även racerbanan Donington Park. Donington Park har även haft flera hårdrocksfestivaler som till exempel Download Festival, Ozzfest och Monsters of Rock sedan tidigt på 1980-talet.
Donington Hall, vid Castle Donington, är Norton Motorcycles huvudkontor.
I byn finns vallgravar av en gammal försvarsanläggning.